# Erik Elmsäter
Fritz Erik Elmsäter (Stoccolma, 7 ottobre 1919 – Stoccolma, 9 marzo 2006) è stato un siepista svedese.

## Palmarès
- Giochi olimpici

Londra 1948: argento nei 3000 metri siepi.
- Europei

Oslo 1946: argento nei 3000 metri siepi.